# Asplenium haurakiense
Asplenium haurakiense là một loài dương xỉ trong họ Aspleniaceae. Loài này được Ogle mô tả khoa học lần đầu tiên vào năm 1988.
Danh pháp khoa học của loài này chưa được làm sáng tỏ. 